# Borger-Odoorn
Borger-Odoorn es un municipio de los Países Bajos al este de la provincia de Drenthe. El 1 de enero de 2014 contaba con una población de 25.633 habitantes repartidos sobre una superficie de 277,89 km ², de los que 2,62 km ² corresponden a la superficie ocupada por el agua, con una densidad de 93 h/km². 
El municipio cuenta con 25 núcleos de población oficiales. El gobierno municipal se encuentra en Exloo aunque, con algo más de 1600 habitantes, no es la población mayor del municipio.

## Galería de imágenes

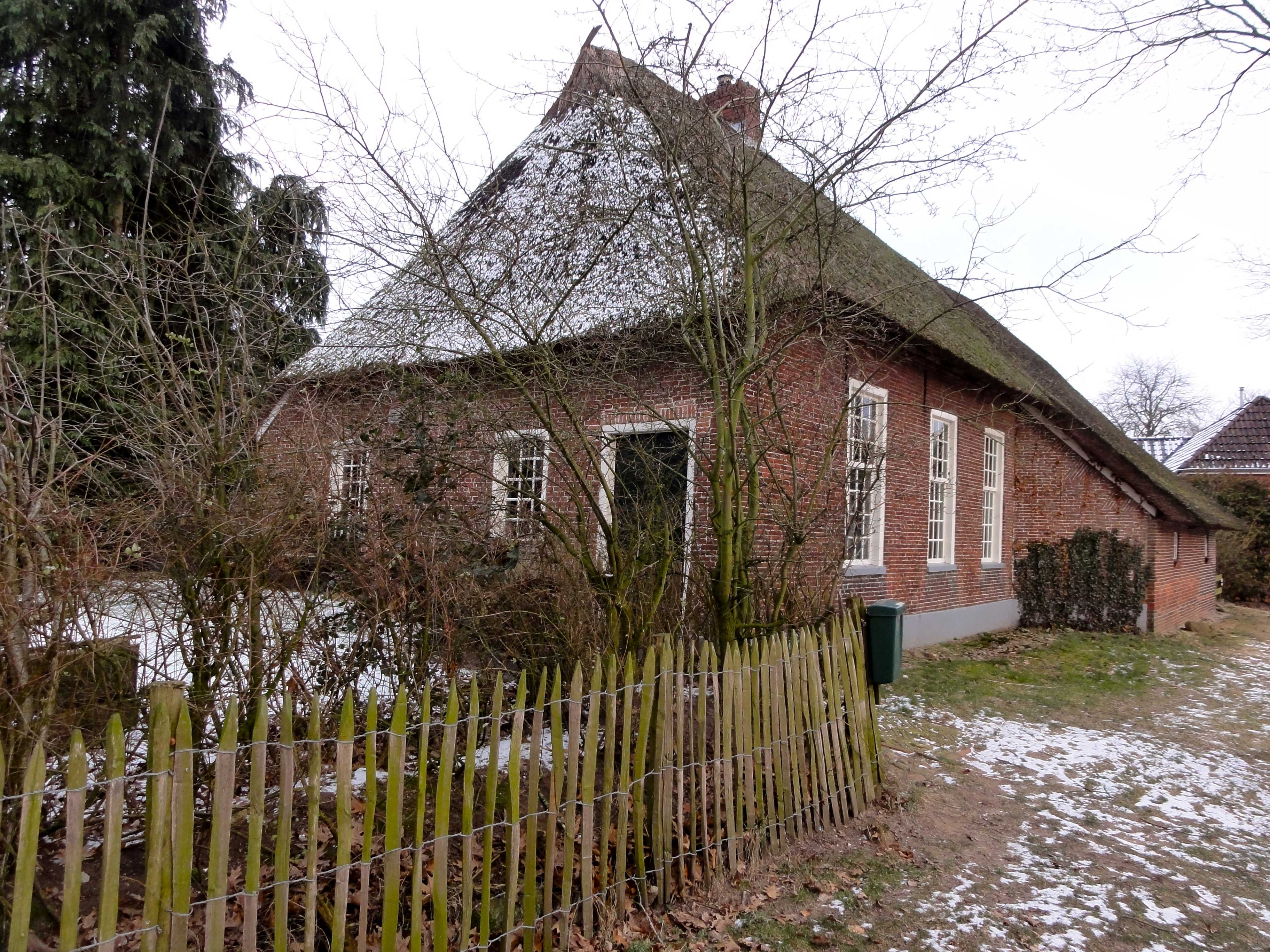
Granja del siglo XVIII con tejado a cuatro aguas en Exloo
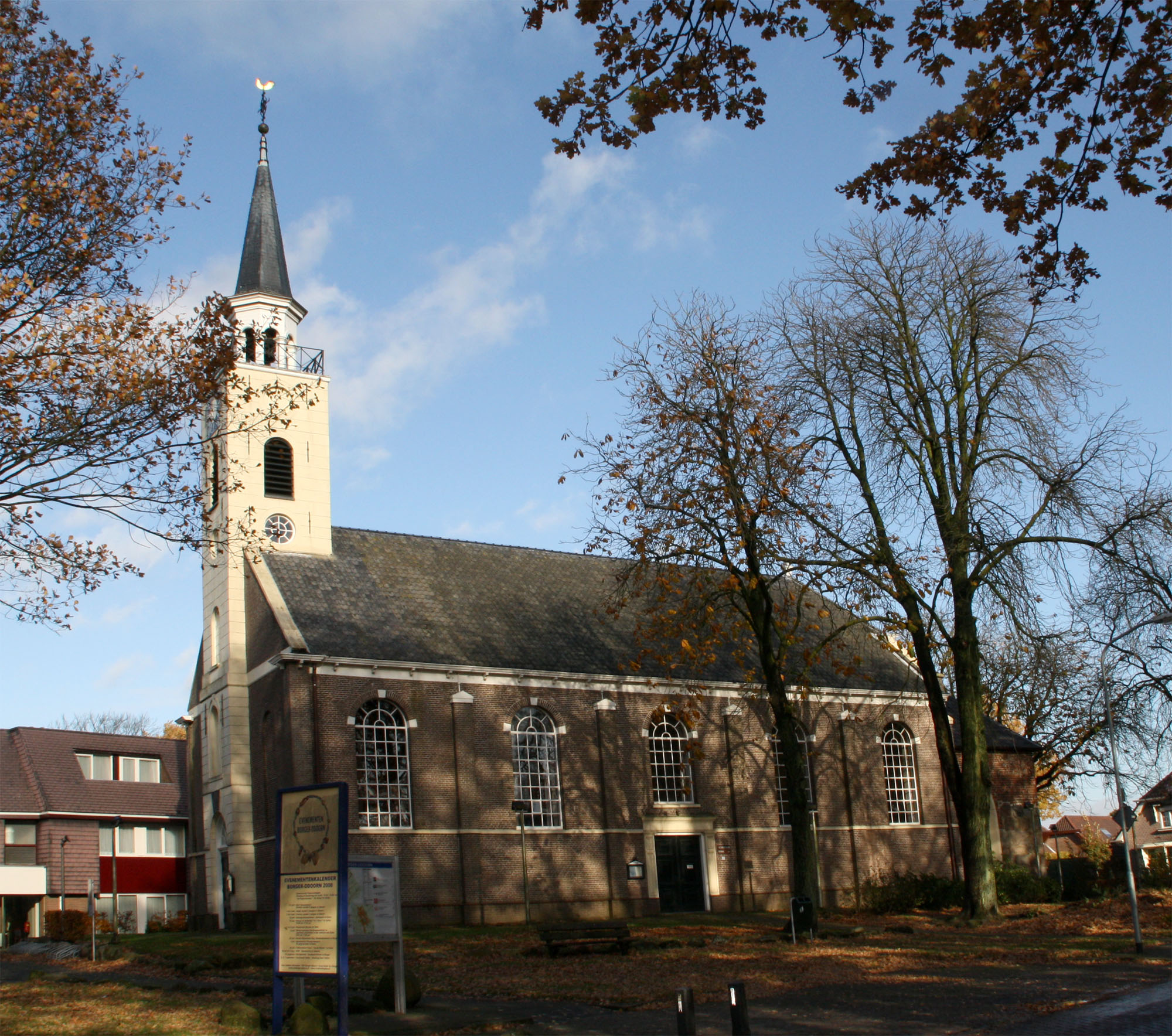
Iglesia de Santa Margarita en Odoorn
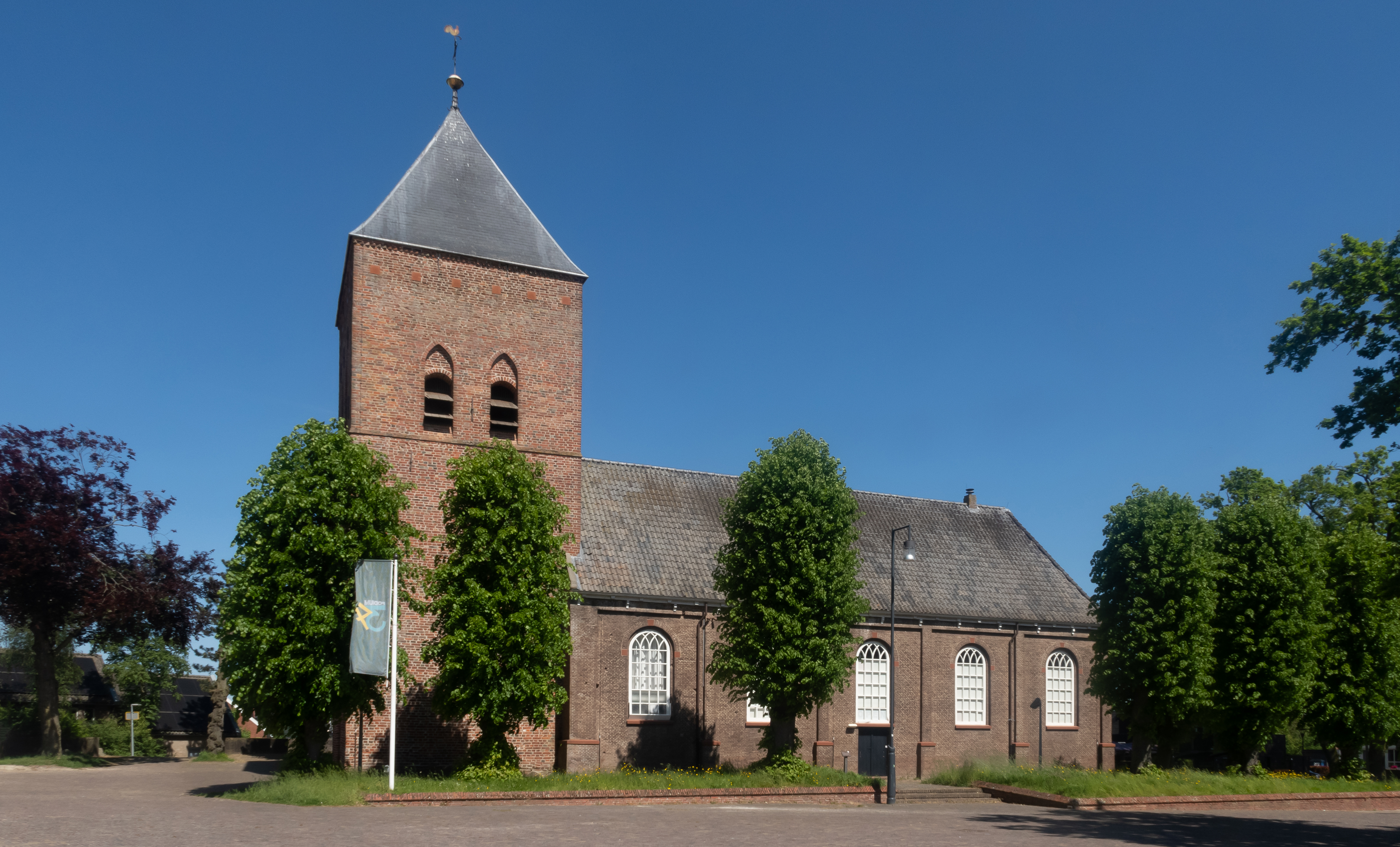
Iglesia de Willibrordus en Borger
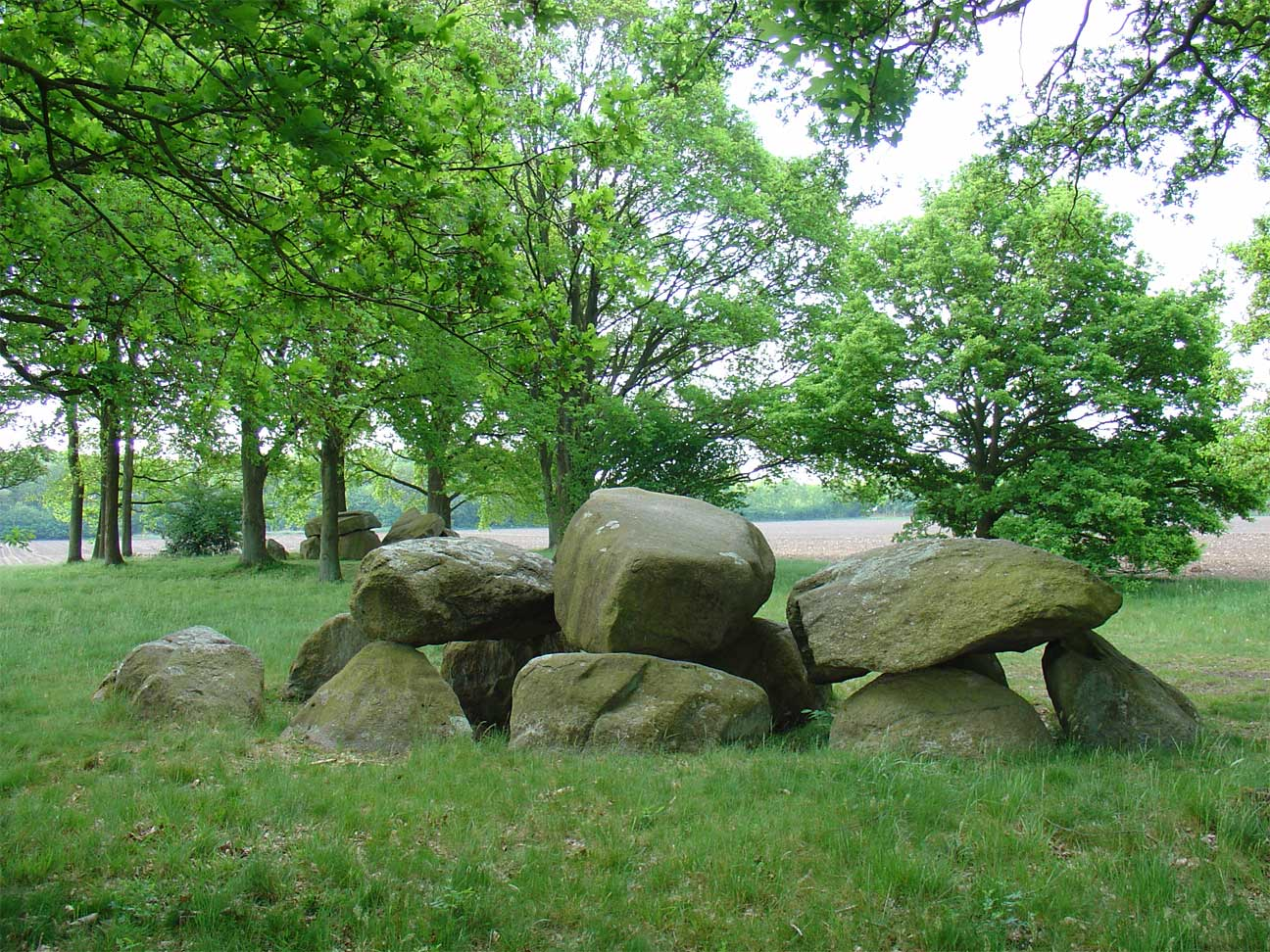
Megalitos en Buinerweg, Borger
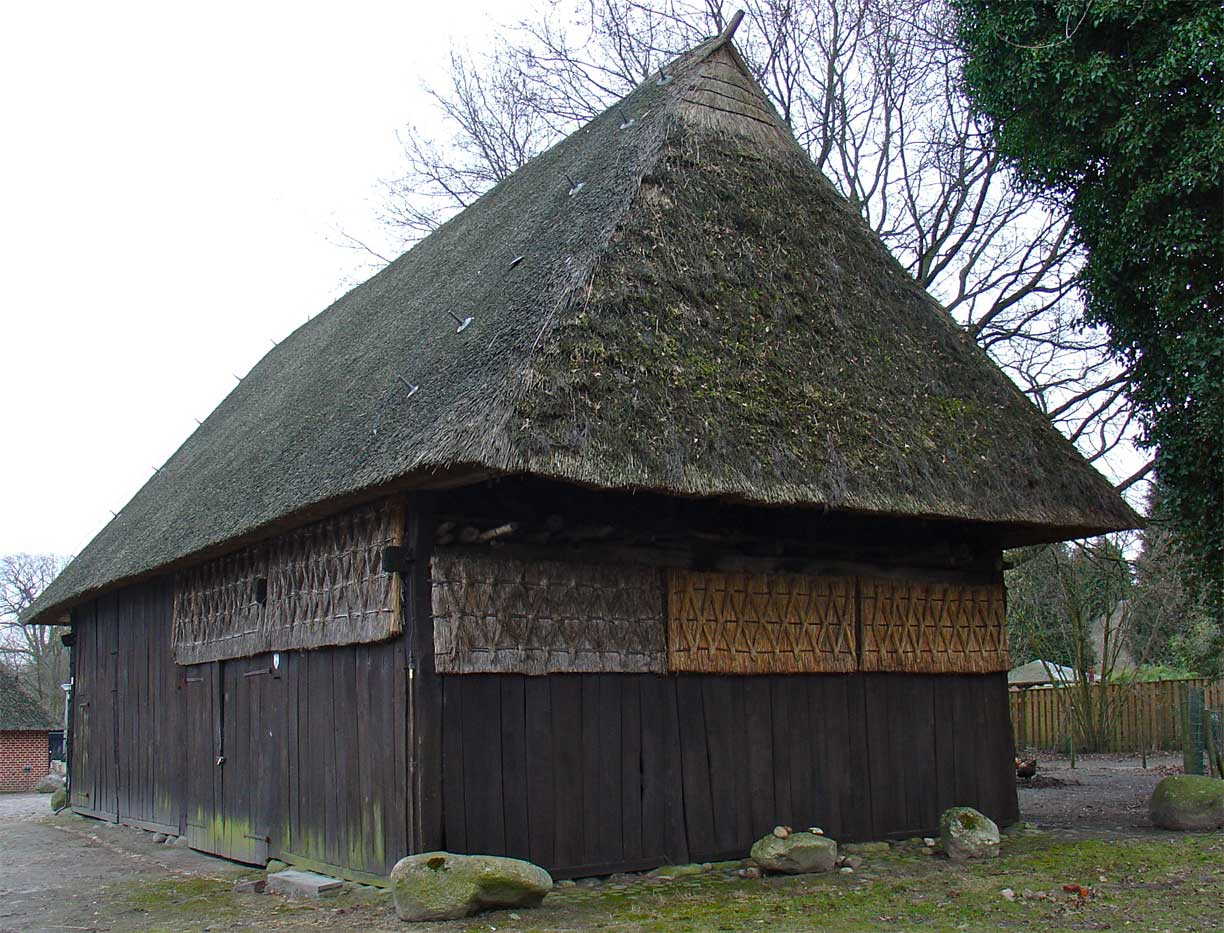
Aprisco de madera y techo de paja en Borger